# Gualaceo Sporting Club
Gualaceo Sporting Club es un club deportivo ecuatoriano originario de la ciudad de Gualaceo, fundado el 2 de abril de 2000, inicialmente se llamó Gualaceños de Corazón, y su uniforme principal era de color azul; posteriormente para darle mayor identidad pasa a llevar el nombre actual, identificándose con los colores de la bandera del Jardín Azuayo. Actualmente participa en la Serie B de Ecuador.
Está afiliado a la Asociación de Fútbol Profesional del Azuay.

## Historia
Para la temporada el equipo verde-amarelo consiguió consagrarse tricampeón del campeonato provincial del Azuay, para ello contó con un presupuesto de $30.000, para poder cubrir la inscripción del Campeonato provincial que es organizado por la Asociación de Fútbol Profesional del Azuay en la cual se jugó con 8 equipos en cotejos de ida y vuelta al final el equipo de la ciudad de Gualaceo conseguiría el tri-campeonato, que le dio el derecho de jugar el 2014 en la que se enfrentó a los equipos de las provincias de Cañar, Loja, Guayas y El Oro.
En dicha fase terminaría en 2° lugar detrás del Orense S.C. con 22 puntos,logrando clasificarse como uno de los mejores segundos. En la 2ª fase jugaría contra los equipos de Pelileo S.C., Orense S.C., C.D. Juventud Minera, C.D. Star Club e F.C. U.I.D.E..
Al finalizar la 2ª etapa terminaría nuevamente en 2° lugar con 18 puntos por detrás de Pelileo S.C. que terminaría ganando el Grupo A con 19 puntos, ya en el cuadrangular final quedaría emparejado en el grupo A con los equipos de Pelileo S.C., Fuerza Amarilla S.C. y C.D. Clan Juvenil, durante todo el cuadrangular estuvo rondado posiciones secundarias, hasta que el triunfo frente a C.D. Clan Juvenil en condición de visitante en la penúltima fecha, le metería en pelea para lograr el objetivo, y con su gran triunfo de visita por 3-2 frente a Pelileo S.C., logra no solamente el ansiado ascenso a la Campeonato Ecuatoriano de Fútbol Serie B 2015 sino también el título de la Segunda Categoría de Ecuador 2014.

### Hechos históricos
El mayor logro histórico conseguido por el "Super Guala", en su vida institucional era el ascenso conseguido para participar en el campeonato de la Serie "B" del 2015 el 12 de diciembre de 2014, y se logró luego del triunfo conseguido en Pelileo ante el equipo del mismo nombre por el marcador de 3-2, y además de consagrarse como campeón de la segunda categoría temporada 2014, dejando en el camino a equipos con mucho mayor poder económico, y se demuestra que en el fútbol no solo juega la billetera sino el honor y la valentía que es lo que demostraron cada uno de los 11 guerreros que saltaban a la cancha partido a partido para defender los colores del jardín azuayo.
Sin lugar a dudas otro hecho histórico, tiene que ver con el triunfo del equipo sobre el viejo y querido Aucas de la capital de la república en el Estadio de Sociedad Deportiva Aucas, que dio mucho que hablar en los principales medios de comunicación a nivel nacional, convirtiéndose el primero de un equipo de este rincón del País en lograr un triunfo sobre Aucas y en su propio estadio.
Esto tiene que ver con el triunfo que obtuvo el equipo en la capital de la república el pasado 6 de noviembre en el mismo estadio del Aucas, por 2 a 1, con goles de Patricio Minda y Jaime El Pichi Vélez, luego de aquel compromiso la hinchada del Aucas, protagonizó hechos muy lamentables en los que agredieron a sus propios jugadores y causaron desmanes en el estadio.
Y se vuelve mucho más sobresaliente esta victoria por cuando a semana seguida el Aucas, visitaba por primera vez el Jardín Azuayo y llevándose una vez más una derrota sobres sus hombros por 2 a 0 con goles de José Berrezueta y nuevamente Patricio Minda.
Prácticamente con estas dos victorias de Gualaceo Sporting Club sobre Sociedad Deportiva Aucas, sepultó las aspiraciones del ídolo de la capital de la república de retornar al fútbol profesional Ecuatoriano, teniendo que luchar nuevamente en la segunda categoría buscando recuperar su espacio perdido hace ya varias temporadas.

### Estancia en la Serie B (2015-2021)
Gualaceo SC debutó en el fútbol profesional Ecuatoriano de manera exitosa el 1 de marzo de 2015, como tildan muchos de un debut soñado , venciendo al Olmedo por 1 a 0 con gol de Cristian Vivas al minuto 80, y se convirtió así en el primer jugador en marcar un gol oficial en el profesionalismo para el equipo azuayo.
El partido se desarrolló en el estadio Alejandro Serrano Aguilar de la ciudad de Cuenca, por cuanto el estadio Gualaceño para esa fecha aún no se encontraba habilitado para recibir partidos profesionales ante la falta de camerinos y otra infraestructura, el estadio cuencano lucio un interesante marco de público  Archivado el 2 de abril de 2015 en Wayback Machine..
Al terminar el año 2015 en el puesto número 7 una campaña aceptable para un equipo recién ascendido,  empieza el camino 2016 con la llegada del profesor Fabián Frías el equipo se conforma de caras nuevas con respecto al año anterior, termina la primera etapa  en media tabla a 15 puntos de Macará ganador de la primera etapa, los número son los siguientes 9 partidos ganados, 4 empatados y 9 perdidos en 22 partidos jugados, consiguiendo grandes victorias a equipos con historia del fútbol ecuatoriano, la segunda etapa comienza y los sueños continúan, ya que pelea por ganar la etapa y en la acumulada manteniéndose entre el 3 y 4 puesto luchando con Clan Juvenil y Técnico Universitario, al finalizar la segunda etapa afloja y cede muchos puntos importantes quedando muy lejos el ascenso pero con una campaña excelente para un equipo con poco tiempo en la élite del fútbol ecuatoriano.
En la temporadas posteriores año 2017 y 2018, el equipo juega un papel secundario en el campeonato de la serie B, ya que se mantuvo en la lucha por no descender a la segunda categoría, concretamente en la temporada 2018 desciende a segunda categoría conjuntamente con el equipo del Clan Juvenil, pero debido a que este año se conforma la LigaPro en Ecuador, y el mismo al constar de 16 equipos (12 año anterior más 4 de la serie B, en donde al igual que en la serie B se les perdono a los equipos de la serie A su descenso), y la serie B se jugaría con 10 equipos.
En la temporada 2019, el equipo se ve limitado en cuanto al presupuesto debido a la penalización que recibió por el no descenso, viéndose mermado sus ingresos por derechos de televisión, pero a pesar de todo ello el equipo se ha mantenido en lucha, en la primera etapa terminó en el puesto 9, pero en la segunda etapa el equipo ha mejorado su rendimiento y se mantiene lejos de los puesto de descenso con una considerable cantidad de puntos, respecto a los equipos que están los puestos 9 y 10.

### Ascenso a la Serie A
El 13 de octubre del 2021, asciende a la división de honor del fútbol ecuatoriano, tras el empate de El Nacional con Independiente Juniors a un gol por bando y tras ganarle por la mínima al Atlético Santo Domingo por 1 a 0. En consecuencia, el Gualaceo se convierte en el nuevo inquilino de la Serie A.
El club azuayo hará su debut en la Serie A en el 2022 por primera vez en su historia. Su primer rival, será Liga de Quito, en condición de visitante. Debido a que el habitual escenario del cantón Gualaceo, el estadio Gerardo León Pozo, no cuenta con los requerimientos para albergar partidos de Primera Categoría A; Gualaceo Sporting Club jugará de local en el estadio Jorge Andrade Cantos de la ciudad de Azogues, provincia de Cañar. En la cuarta fecha de la LigaPro, Gualaceo obtuvo su primera victoria en la primera división del fútbol ecuatoriano tras imponerse a Emelec como local por 2 a 1.
El conjunto del Jardín Azuayo supo mantenerse en la Serie A tras finalizar la temporada 2022 en la posición número 11 en la tabla acumulada, 10 puntos por encima de las posiciones de descenso. En su participación en la máxima categoría se convirtió, junto a El Nacional en el único equipo que mantiene un historial positivo en enfrentamientos contra Barcelona.

### Descenso a la Serie B
El 2 de diciembre del 2023 pese a ganar el partido 0-2 contra Guayaquil City la escuadra gualaceña en el duelo de colistas descendió a la Serie B por primera vez.

## Hinchada
Al querido conjunto de Gualaceo SC, desde su nacimiento el 2 de abril de 2000, en la que inició participando en los torneos de Segunda Categoría de la provincia del Azuay, en la que hasta la temporada 2004 llevaba el nombre de Gualaceños de Corazón;  le sigue un considerable grupos de hinchas, que siempre han estado allí alentando al equipo tanto en los torneos de Segunda Categoría, en el torneo de la Serie B y también Serie A.
Se puede mencionar algunos de los hombres de las hinchadas, como son: Caña Brava, La Barra de la Banana y otras, que han surgido y otras que han desaparecido con el pasar del tiempo.
Mayoría de la hinchada fiel es gente adulta  que son verdaderos querendones de su tierra y que siempre anhelaban tener fútbol profesional en la ciudad, y la gente joven por o general se siente identificada con el equipo, pero que no siente al equipo como propio, esto quizá a que el equipo en su mayoría está conformado por gente de otras ciudades y países.

## Uniforme

### Evolución del uniforme titular
| 2014 | 2015 | 2016 | 2017 | 2018 | 2019 | 2020 | 2021 | 2022 | 2023 |  |

| 2024 |

### Evolución del segundo uniforme
| 2014 | 2015 | 2016 | 2017 | 2018 | 2019 | 2020 | 2021 | 2022 | 2023 |  |

| 2024 |

### Evolución del tercer uniforme
| 2018 | 2022 | 2023 | 2024 |

### Modelos especiales
| Copa Ecuador 2022 |

## Auspiciantes
- Actualizado al 2018.

La indumentaria actual es confeccionada por la marca deportiva joma, empresa española de confección y distribución de accesorios deportivos; con la cual el club mantiene vínculo a partir del 2015 y el patrocinador principal es la municipalidad de Gualaceo desde 2012 y para este año se ha sumado el gobierno provincial del Azuay, además de Muebles Ideal, CellMovil, Agencia de viajes Santa Bárbara Viajes
Esta es la cronología de las marcas y patrocinadores de la indumentaria del club.
Las siguientes tablas detallan cronológicamente las empresas proveedoras de indumentaria y los patrocinadores que ha tenido el Gualaceo Sporting Club desde el año 2013 hasta la actualidad:
| |                  |
| \| Período \| Proveedor \| \| --------- \| ---------------- \| \| 2013 \| Frada Sport \| \| 2014 \| Variedades Sport \| \| 2015–2017 \| Bow Sport \| \| 2018 \| Boman Sport \| \| 2018 \| Joma \| |                  |
| |                  |
| Período | Proveedor        |
| 2013 | Frada Sport      |
| 2014 | Variedades Sport |
| 2015–2017 | Bow Sport        |
| 2018 | Boman Sport      |
| 2018 | Joma             |

| Período   | Patrocinador                                              |
| --------- | --------------------------------------------------------- |
| 2013-2014 | Municipalidad de Gualaceo                                 |
| 2015      | Municipalidad de Gualaceo y Gobierno Provincial del Azuay |
| 2016      | Municipalidad de Gualaceo                                 |
| 2017-2019 | Municipalidad de Gualaceo                                 |

## Estadio
El Estadio Gerardo León Pozo, es un estadio de fútbol de Ecuador. Está ubicado en la Circunvalación y 25 de Junio, de la ciudad de Gualaceo, provincia del Azuay. Su capacidad es para 2.791 espectadores.
En poco tiempo más, el estadio contará con un mayor aforo para los espectadores e hinchas del equipo, el estadio tendrá instalaciones modernas con camerinos para árbitros, equipos local y visitante, zona de calentamiento, cabinas de prensa, sala de prensa, y muchas más comodidades para los aficionados e hinchas del equipo.
El estadio también desempeña un importante papel en el fútbol aficionado de la ciudad de Gualaceo, ya que en el mismo se desarrolla el campeonato vacacional interjorgas.

## Jugadores

### Plantilla 2025
- Última actualización: 6 de abril de 2025.[8]

#### Altas y bajas Primera etapa 2024
- Última actualización: 24 de febrero de 2024.

| Altas          |                |                  |
| Jugador        | Posición       | Procedencia      |
| Joaquín Vergés | Centrocampista | 9 de Octubre     |
| Gustavo Alles  | Delantero      | C. A. Progreso   |
| Olmes García   | Delantero      | Deportes Quindío |
| Bajas          |                |                  |
| Jugador        | Posición       | Destino          |
| Angelo Mina    | Defensa        | Aucas            |
| Richard Farías | Defensa        | Deportivo Cuenca |
| Diego Ávila    | Delantero      | Deportivo Cuenca |

## Datos del club
- Puesto histórico: 38.° (39.° según la RSSSF)[9]
- Temporadas en Serie A: 2 (2022-2023)
- Temporadas en Serie B: 9 (2015-2021, 2024-presente)
- Temporadas en Segunda Categoría: 15 (2000-2014)
- Mejor puesto en la liga: 11.° (2022).
- Peor puesto en la liga: 15.° (2023).
- Mayor goleada a favor en torneos nacionales:
- Mayor goleada en contra en torneos nacionales:
  - 6 - 1 contra Liga de Quito (31 de marzo de 2023).[10]
- Máximo goleador histórico:
- Máximo goleador en torneos nacionales:
- Primer partido en torneos nacionales:
  - Liga Deportiva Universitaria 1 - 0 Gualaceo (19 de febrero de 2022 en el Estadio Rodrigo Paz Delgado).

## Palmarés

### Torneos nacionales
| Competición                      | Títulos | Subcampeonatos |
| -------------------------------- | ------- | -------------- |
| Serie B de Ecuador (0/1)         |         | 2021.          |
| Segunda Categoría de Ecuador (1) | 2014.   |                |

### Torneos provinciales
| Competición                       | Títulos           | Subcampeonatos    |
| --------------------------------- | ----------------- | ----------------- |
| Segunda Categoría del Azuay (3/3) | 2011, 2012, 2014. | 2005, 2009, 2010. |